# Jim Power in Mutant Planet
Jim Power in Mutant Planet es un videojuego de plataformas desarrollado por Digital Concept y publicado por Loriciel para Amiga, Atari ST y Amstrad CPC en 1992. También fue lanzado por Micro World para TurboGrafx-CD en 1993 exclusivamente en Japón. El juego presenta varios modos de juego contrastantes, que incluyen plataformas con vista lateral, vista superior y disparos horizontal.
La banda sonora fue compuesta por Chris Hülsbeck.

## Legado
Un juego diferente que conserva ciertos aspectos y niveles de Jim Power in Mutant Planet fue lanzado para otras plataformas como Jim Power: The Lost Dimension in 3-D.
En 2021, Piko Interactive financió colectivamente un relanzamiento de la versión japonesa TurboGrafx-CD, así como una adaptación a Amiga CD32.